# Forte romano di Caister
Il forte romano di Caister (in inglese: Caister Roman Fort) è un forte romano della cittadina inglese di Caister-on-Sea, nel Norfolk (Inghilterra sud-orientale), in funzione tra il 200 e il 400 d.C. ca. come parte delle fortificazioni della Costa sassone.
Il sito, talvolta identificato, al pari del dirimpettaio forte romando rinvenuto a Burgh Castle, come l'insediamento romano di Gariannonum, è gestito dall'English Heritage.

## Storia

### Costruzione e utilizzo

Ricostruzione della porta meridionale del forte

Il forte venne costruito dalle truppe romane intorno al 200 d.C. come base per le truppe di terra e della marina su un isolotto situato nell'ampio estuario che era formato dalla confluenza dei fiumi Ant, Bure, Waveney e Yare.
Il forte di Caister venne probabilmente impiegato come una sorta di predecessore del forte romano realizzato a Burgh Castle a partire dal 260 d.C. sulla sponda opposta del suddetto estuario.
Il forte era forse occupato da truppe di fanteria e cavalleria e della marina, per un totale di 500-1.000 occupanti e, probabilmente per questo motivo, risulta di dimensioni più ampie rispetto ad altri forti romani.
Il forte originario includeva gli edifici del quartier generale, delle baracche, delle stalle, ecc. La struttura più ampia, nota come Building I, venne realizzata in pietra agli inizi del IV secolo e andò distrutta per cause rimaste sconosciute nel 340 d.C.
Il forte venne abbandonato dalle truppe romane intorno al 390 d.C.
Dopo l'abbandono dei Romani, il forte fu in seguito occupato tra il VII e l'VIII secolo dai Sassoni.

### Scavi
Un'ampia opera di scavi archeologici venne intrapresa tra il 1951 e il 1955.
Gli scavi riportarono alla luce la parte meridionale del forte e una strada.
Durante gli scavi, furono rinvenuti dagli archeologi resti di cibo (che comprendevano ossa di animali quali mucche, volpi, ecc. e 10.000 gusci di ostriche), anelli, braccialetti, forcine, perline, ecc.
Tra gli oggetti più preziosi rinvenuti nel forte, vi è una statuetta di Mercurio. Alla devozione a Mercurio è inoltre legata un'iscrizione rinvenuta in una placca di bronzo e attribuita ad Aurelius Atticianus.

## Descrizione
Il forte occupava un'area di circa 6,5 acri.